# أسامة الشيبي
أسامة الشيبي (بالإنجليزية: Usama Alshaibi)‏ (مواليد 20 نوفمبر 1969 في بغداد، العراق) هو منتج أفلام عراقي-أمريكي مستقل.

## روابط خارجية
- أسامة الشيبي على موقع IMDb (الإنجليزية)
- أسامة الشيبي على موقع ألو سيني (الفرنسية)
- أسامة الشيبي على موقع ميوزك برينز (الإنجليزية)
- أسامة الشيبي على موقع أول موفي (الإنجليزية)
- أسامة الشيبي على موقع قاعدة بيانات الفيلم (الإنجليزية)
- أسامة الشيبي على موقع كينوبويسك (الروسية)